# Art of Fighting 3: The Path of the Warrior
Pour les articles homonymes, voir Art of Fighting.
Art of Fighting 3 (龍虎の拳 外伝, Ryūko no Ken Gaiden au Japon) est un jeu vidéo de combat en 2D développé et édité par SNK sur Neo-Geo MVS, Neo-Geo AES, Neo-Geo CD (NGM / NGH 096) en 1996, et PlayStation 2 en 2006,,.
Pour la première fois, l'équipe de développement d'SNK utilise la technologie de la capture de mouvement, tout en gardant des graphismes animés en 2D,.

## Système de jeu
Le système de jeu utilise quatre boutons, le bouton A sert pour le coup de poing, B pour le coup de pied, C pour la projection et la touche D, pour la provocation. Art of Fighting 3 compte six nouveaux personnages et ajoute dans son gameplay de nouveaux coups spéciaux ainsi que de nouvelles furies. Le jeu totalise dix personnages en comptabilisant les boss et garde deux personnages emblématiques de la série, Ryo Sakazaki et Robert Garcia. Le titre comprend des esquives et innove aussi avec une nouvelle projection en plus des projections classiques. Les zooms qui font la particularité de la série sont toujours présents, se déclenchant lorsque les personnages se rapprochent ou s'éloignent. 
Le gameplay d'Art of Fighting 3 s’appuie principalement sur la barre de rage, visible juste en dessous de la barre des points de vie du personnage. Elle s'augmente en pressant simultanément plusieurs boutons mais positionne le joueur sans défense. La barre de rage s'augmente également d'elle-même lors du combat, mais de manière plus lente. Le joueur peut aussi provoquer son adversaire afin de lui réduire sa barre de rage. Comme dans la plupart des jeux de combat en 2D, spécialement les jeux de SNK, la barre de rage permet d'exécuter des coups spéciaux et relativement puissants. Les coups spéciaux puisent l'énergie de la barre de rage.
Un nouveau système baptisé « Ultimate K.O » vient s'ajouter au système de jeu, permettant au joueur de remporter un combat dès le premier round, sans que son adversaire ait la possibilité de revenir dans la partie,. Parmi les nouvelles fonctionnalités, le « Rush Attack » permet d'enchaîner une série d'attaques avec des coups normaux en combos puissants. Chaque personnage possède sa propre panoplie d'attaques uniques pouvant former des combos puissants.

## Accueil
Consoles + met une note de 92% pour l'intérêt que procure ce troisième épisode, mettant en avant un « troisième volet original et complet » mais regrette « qu'il n'y ait pas plus de personnages ». Le magazine Player One est sur la même longueur d'onde et attribue à Art of Fighting 3 une note de 89%, concluant que « même s'il manque de persos, le jeu se révèle très accrocheur et intéressant ». Le mensuel Joypad établit une note de 4 sur 5 au jeu, avec pour point positif, l'innovation dans ce troisième opus, ce qui n'a pas été le cas selon le magazine pour le deuxième volet de la série.

## Personnages
- Ryo Sakazaki
- Robert Garcia
- Rody Birts
- Kasumi Todo
- Wang Koh-san
- Lenny Creston
- Karman Cole
- Jin Fu-ha
- Sinclair
- Wyler